# Gregorio Estrada
Gregorio Estrada Cobeña (Madrid, 16 settembre 1951) è un ex cestista spagnolo.
È il fratello di Miguel Ángel Estrada.

## Carriera
Con la Spagna disputò i Giochi del Mediterraneo del 1975.

## Palmarès
- Copa del Rey: 3

Barcellona: 1978, 1979, 1980